# Viburnum farreri
Viorne de Farrer, Viorne parfumée
Espèce
Classification APG III (2009)
Viburnum farreri, la Viorne de Farrer ou Viorne parfumée, est une espèce de plantes de la famille des Adoxaceae (anciennement Caprifoliaceae), originaire du Nord de la Chine. Atteignant 3 m de haut par 2,5 m de large, c'est un arbuste à feuilles caduques dressé avec des fleurs blanches teintées de rose et doucement parfumées à la fin de l'automne et au début du printemps. Ses feuilles vert foncé sont bronze lorsqu'elles sont jeunes, devenant brillantes de rouge-violet en automne. V. farreri pousse dans un sol humide mais bien drainé au soleil ou à l'ombre partielle.

## Description
C'est un arbuste à feuilles caduques très résistant et robuste. Les branches naissent de la base, mais peuvent avoir la forme d'un arbre. Dans sa jeunesse, le buisson apparaît droit et les branches s'arquent avec l'âge. Les feuilles sont obovales à ovales, longues de 6 à 8 cm, aiguës, dentelées, de texture dure. Elles sont glabres sauf au niveau des nervures sur la face abaxiale. Elles deviendront violet-rouge avant leur chute. Les fleurs sont blanches ou avec des teintes roses après leur ouverture. Parfumée à partir de janvier, une fleur unique peut atteindre 16 mm de diamètre, et former des cymes de 5 cm de diamètre. Celles-ci apparaissent avant que les feuilles n'apparaissent. Cette espèce résiste bien au froid, jusqu'à −12 °C, mais dans de nombreux cas les cymes se teintent de brun. Son fruit est rouge et devient noir à maturité.

## Dénominations
Ce taxon porte en français les noms vernaculaires ou normalisés suivants : 
- Boule de neige d'hiver[3] ;
- Viorne de Farrer[4],[5] ;
- Viorne odorante[3] ;
- Viorne parfumée[4],[5].

## Systématique
Le nom correct complet (avec auteur) de ce taxon est Viburnum farreri Stearn.
Viburnum farreri a pour synonymes :
- Lonicera mongolica J.F.Gmel.
- Viburnum farreri var. stellipilum D.Z.Ma & H.L.Liu
- Viburnum fragrans var. nanus Boom
- Viburnum fragrans Bunge

### Étymologie
Son épithète spécifique, farreri, ainsi que son nom vernaculaire, « de Farrer », lui ont été donnés en l'honneur du collectionneur de plantes anglais Reginald Farrer (en) (1880-1920).